# Gopala
Gopala lub Gopal (z sanskrytu: „Chroniący krowy”), to jedno z imion Kryszny (Najwyższej Osoby Boga (Bhagawan) lub awatary Wisznu). Słowo go ma również znaczenie: kraj lub zmysły i dlatego Gopala oznacza również Chroniący kraj (zmysły).
Imię powstało w związku z wydarzeniami z pasterskiej młodości Boga. Młody Kryszna chętnie pasł krowy i chronił je przed niebezpieczeństwami. Ten szacunek dla krów w kulturze indyjskiej, wynika m.in. z faktu, że krowa żywi ludzi swoim mlekiem, a więc powinna być szanowana tak jak matka-karmicielka. Mity opisują szczególne przywiązanie Kryszny do krów; inne popularne imię Boga- Gowinda oznacza Pan krów. Podczas pobytu w Gokulam koło Vrindavanu Kryszna uratował stado krów przed demonami. Po tym wydarzeniu zaczął ucztować w towarzystwie przyjaciół nad brzegiem Jamuny. Wówczas zazdrosny bóg Brahma ukrył krowy i pasterzy, aby wypróbować moc Kryszny. Jednak Kryszna zamiast daremnie poszukiwać zaginionych, sam rozdzielił się na wiele ekspansji, które do złudzenia przypominały zaginione krowy i pasterzy. Nikt nie zauważył zmiany, aż po upływie roku Brahma przybył do Vrindavanu i ze zdziwieniem zobaczył, że nadal są tam te same krowy i pasterze, których ukrył. Wtedy na oczach Brahmy krowy i pasterze przekształciły się w formy Wisznu, który jest samym Kryszną. Brahma upokorzony upadł do stóp Boga, zaczął go wielbić i uwolnił uwięzione zwierzęta i ludzi.
Ten jeden z wielu mitów wisznuizmu wskazuje na obecność Duszy Najwyższej (Paramatama), czyli cząstki samego Najwyższego Boga w każdej żyjącej istocie.